# 公平就业机会委员会
美国公平就业机会委员会（缩写为）是一个独立的联邦执法机构，执行所有联邦政府的平等就业机会法律，并负责监督和协调所有联邦政府的平等就业机会的规定、措施和政策。平等就业机会委员会调查受到种族、肤色、宗教、性别、年龄、残疾的歧视和对反歧视进行打击报复。对雇主和工会进行歧视控诉的调查和裁决。

## 背景
公平就业机会委员会成立于1965年7月2日；公平就业机会委员会实施以下的反对歧视的联邦法律：
- 1964年民权法第七章（Title Ⅶ）禁止基于种族、肤色、宗教信仰、性别或族裔背景歧视；
- 1967年反雇佣年龄歧视法（ADEA）保护年龄在40岁或40岁以上的个人不因年龄的就业歧视；
- 1990年美国残障法第一章（ADA）禁止就业上歧视符合工作要求的残障人；还有
- 1991年民权法规定蓄意进行就业歧视应予以金钱赔偿。

依照民权法第七章、美国残障人法第一章和反雇佣年龄歧视法，在就业的任何方面的歧视都是非法的，包括雇佣、辞退、薪水、工作分配、调动、提升、解雇、复职、补贴、退休计划、请假或任何其他就业条件。
这些法律禁止性骚扰和基于种族、肤色、宗教信仰、性别、族裔背景、残障、或年龄的骚扰、以及基于怀孕的歧视。对于控告歧视，参与调查，或者反对歧视行为的个人进行报复也是非法的。
所有委员会理事、委员会的总法律顾问是由美国总统任命并得到美国参议院的认可。斯图尔特·J.石丸，在2003年和2006年得到了参议员的认可，担任代理委员会主席，直到2010年12月22日。2010年3月，美国参议院认可杰奎琳·A.贝林担任主席。她于2009年7月16日被奥巴马总统提名。2009年9月，奥巴马提名Chai Feldblum担任理事，以填补空缺席位，Feldblum被福克斯新闻报道是有争议的宗教保守派，她拥护同性恋婚姻。
2010年3月27日，奥巴马提名三个委员会理事：贝林、Chai Feldblum和Victoria Lipnic。至此，委员会五名委员全部被任命：石丸、贝林、Feldblum，Lipnic和巴克康斯，巴克康斯是在2008年由参议院认可是一个理事。奥巴马也提名了P.大卫·洛佩斯为公平就业机会委员会的总法律顾问。
2010年12月22日，参议院认可了贝林、Feldblum、Lipnic和洛佩兹的任命。

## 历任主席
| 任次 | EEOC主席                     | 肖像 | 任期始于       | 任期终于       | 总统               |
| ---- | ---------------------------- | ---- | -------------- | -------------- | ------------------ |
| 1    | 小富兰克林·德拉诺·罗斯福     |      | 1965年5月26日  | 1966年5月11日  | 林登·约翰逊        |
| 2    | 斯蒂芬·尼尔·舒尔曼           |      | 1966年9月14日  | 1967年7月1日   | 林登·约翰逊        |
| 3    | 小克利福德·利奥波德·亚历山大 |      | 1967年8月4日   | 1969年5月1日   | 林登·约翰逊        |
| 4    | 威廉·H·布朗三世              |      | 1969年5月5日   | 1973年12月23日 | 理查德·尼克松      |
| 5    | 小约翰·H·鲍威尔              |      | 1973年12月28日 | 1975年5月18日  | 理查德·尼克松      |
| 代理 | 埃塞尔·本特·沃尔什           |      | 1975           | 1975           | 杰拉尔德·福特      |
| 6    | 洛厄尔·W·佩里                |      | 1975年5月27日  | 1976年5月15日  | 杰拉尔德·福特      |
| 代理 | 埃塞尔·本特·沃尔什           |      | 1976年5月      | 1977年5月      | 杰拉尔德·福特      |
| 7    | 埃莉诺·霍姆斯·诺顿           |      | 1977年5月27日  | 1981年2月21日  | 吉米·卡特          |
| 代理 | 小J·克莱·史密斯              |      | 1981年         | 1982年         | 罗纳德·里根        |
| 8    | 克拉伦斯·托马斯              |      | 1982年5月6日   | 1990年3月8日   | 罗纳德·里根        |
| 9    | 小埃文·J·坎普                |      | 1990年3月8日   | 1993年4月2日   | 罗纳德·里根 老布什 |
| 代理 | 托尼·加列戈斯                |      | 1993年         | 1994年         | 比尔·克林顿        |
| 10   | 吉尔伯特·卡塞拉斯            |      | 1994年9月29日  | 1997年12月31日 | 比尔·克林顿        |
| 代理 | 保罗·伊贺崎                  |      | 1998           | 1998           | 比尔·克林顿        |
| 11   | 艾达·L·卡斯特罗              |      | 1998年10月23日 | 2001年8月13日  | 比尔·克林顿        |
| 12   | 嘉利·M·多明格斯              |      | 2001年8月6日   | 2006年8月31日  | 小布什             |
| 13   | 纳奥米·丘吉尔·厄普           |      | 2006年9月1日   | 2009年         | 小布什             |
| 代理 | 斯图尔特·J·石丸              |      | 2009年1月20日  | 2010年4月7日   | 巴拉克·奥巴马      |
| 14   | 杰奎琳·A·贝林                |      | 2010年4月7日   | 2014年9月2日   | 巴拉克·奥巴马      |
| 15   | 珍妮·R·楊                    |      | 2014年9月2日   | 2017年1月22日  | 巴拉克·奥巴马      |
| 代理 | 維多利亞·利普尼克            |      | 2017年1月25日  | 2019年5月15日  | 唐納·川普          |
| 16   | 珍妮特·迪倫                  |      | 2019年5月15日  | 2021年1月20日  | 唐納·川普          |
| 17   | 夏洛特·巴羅斯                |      | 2021年1月21日  | 現在           | 喬·拜登            |

## 外部連結
- 公平就业机会委员会（英文）
  - （页面存档备份，存于） （中文）